# Saint-Laurent-de-la-Cabrerisse
Pour les articles homonymes, voir Saint-Laurent.
Saint-Laurent-de-la-Cabrerisse  est une commune française, située dans le centre du département de l'Aude en région Occitanie.
Sur le plan historique et culturel, la commune fait partie du massif des Corbières, un chaos calcaire formant la transition entre le Massif central et les Pyrénées. Exposée à un climat méditerranéen, elle est drainée par la Nielle, le ruisseau du Rabet, le ruisseau du Rémouly, le ruisseau de Tournissan et par divers autres petits cours d'eau. La commune possède un patrimoine naturel remarquable : un site Natura 2000 (les « Corbières orientales ») et trois zones naturelles d'intérêt écologique, faunistique et floristique.
Saint-Laurent-de-la-Cabrerisse est une commune rurale qui compte 757 habitants en 2022. Elle fait partie de l'aire d'attraction de Narbonne. Ses habitants sont appelés les Cabrerissais ou  Cabrerissaises.
Le patrimoine architectural de la commune comprend un immeuble protégé au titre des monuments historiques : l'église Saint-Laurent, classé en 1950.
Cette commune de moins de huit cent habitants se fait connaitre des médias en 2025 en raison d'un immense incendie qui ravage une partie de son territoire et s'étend ensuite vers l'est. 

## Géographie

### Localisation
Commune située dans les Corbières sur la Nielle à 28 km à l'ouest de Narbonne et à 13 km au sud-ouest de Lézignan-Corbières.

### Communes limitrophes
Les communes limitrophes sont Coustouge, Fabrezan, Jonquières, Talairan, Thézan-des-Corbières et Tournissan.
|            | Fabrezan                       |                      |
| Tournissan | Saint-Laurent-de-la-Cabrerisse | Thézan-des-Corbières |
| Talairan   | Jonquières                     | Coustouge            |

### Milieux naturels et biodiversité

#### Réseau Natura 2000

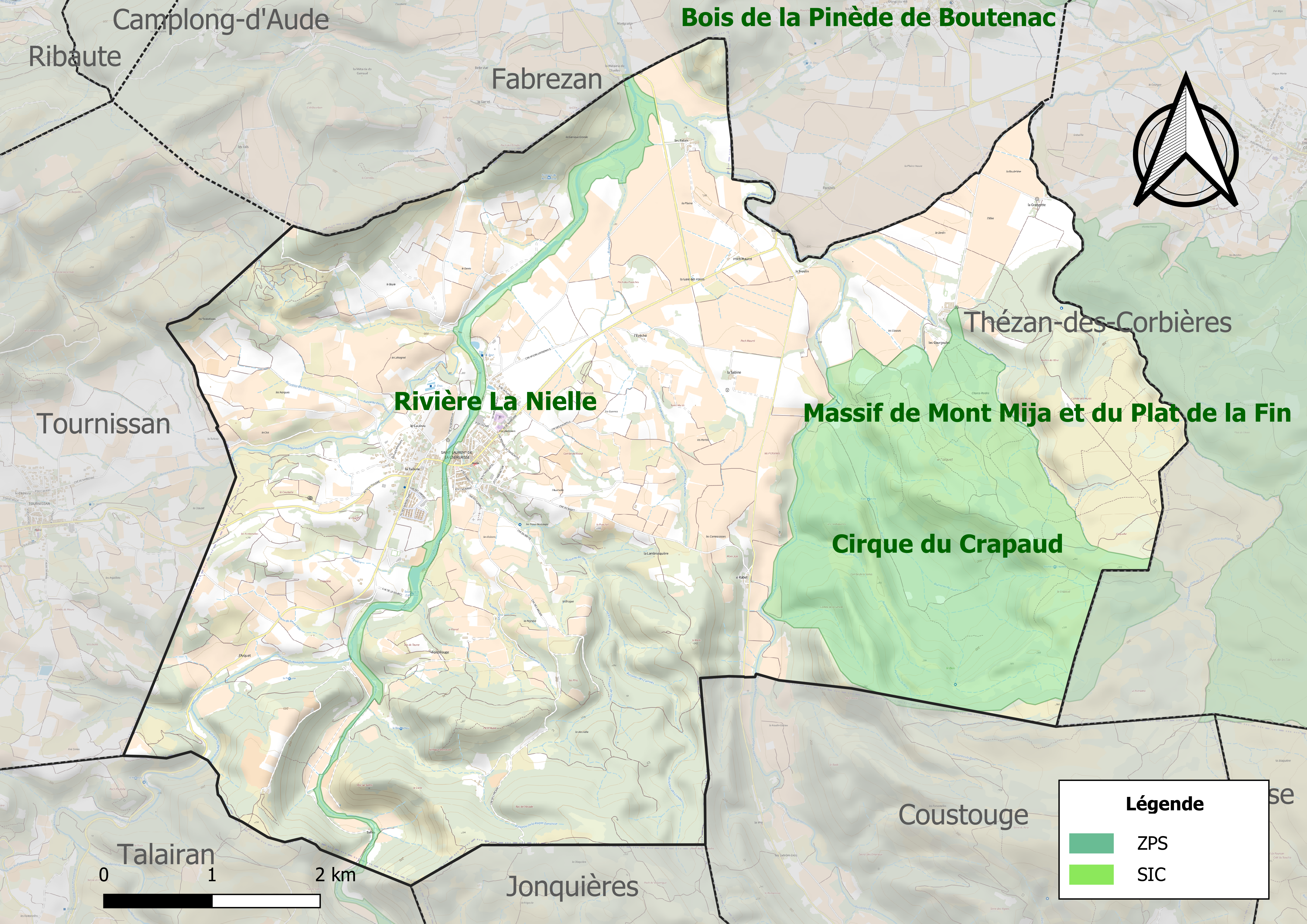
Sites Natura 2000 sur le territoire communal.

Le réseau Natura 2000 est un réseau écologique européen de sites naturels d'intérêt écologique élaboré à partir des directives habitats et oiseaux, constitué de zones spéciales de conservation (ZSC) et de zones de protection spéciale (ZPS).
Un site Natura 2000 a été défini sur la commune au titre  de la directive oiseaux : les « Corbières orientales », d'une superficie de 25 371 ha, correspondant à la partie la plus orientale du massif des Corbières audoises. Ce site inclut, dans sa partie la plus orientale, le couloir de migration majeur du littoral languedocien, d'où la présence régulière d'espèces en étape migratoire.

#### Zones naturelles d'intérêt écologique, faunistique et floristique
L’inventaire des zones naturelles d'intérêt écologique, faunistique et floristique (ZNIEFF) a pour objectif de réaliser une couverture des zones les plus intéressantes sur le plan écologique, essentiellement dans la perspective d’améliorer la connaissance du patrimoine naturel national et de fournir aux différents décideurs un outil d’aide à la prise en compte de l’environnement dans l’aménagement du territoire.
Deux ZNIEFF de type 1 sont recensées sur la commune :
le « cirque du Crapaud » (441 ha), couvrant 2 communes du département, et 
la « rivière La Nielle » (58 ha), couvrant 3 communes du département
et une ZNIEFF de type 2, : 
les « Corbières centrales » (68 810 ha), couvrant 56 communes dont 54 dans l'Aude et 2 dans les Pyrénées-Orientales.

Carte des ZNIEFF de type 1 et 2 à Saint-Laurent-de-la-Cabrerisse.
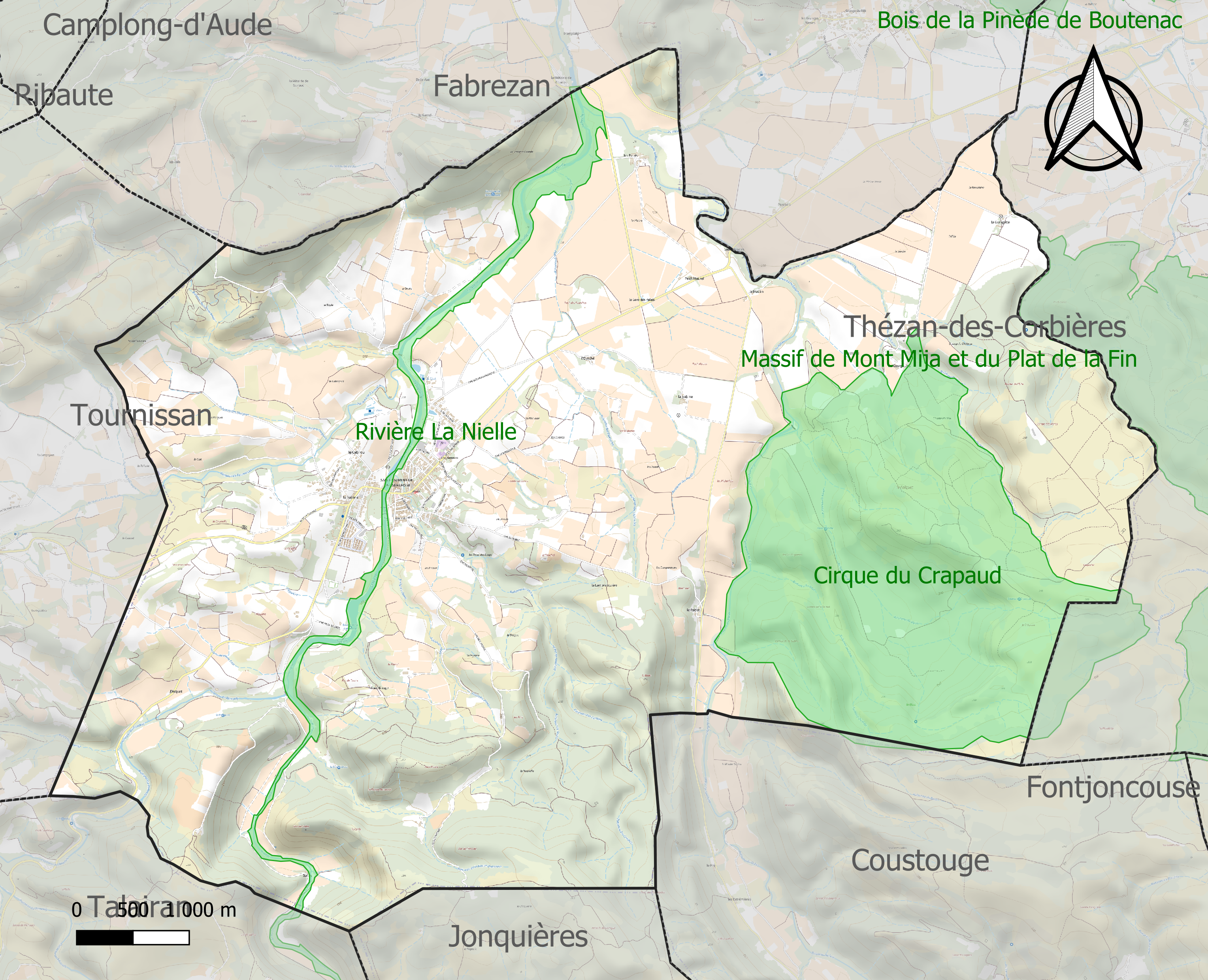
Carte des ZNIEFF de type 1 sur la commune.
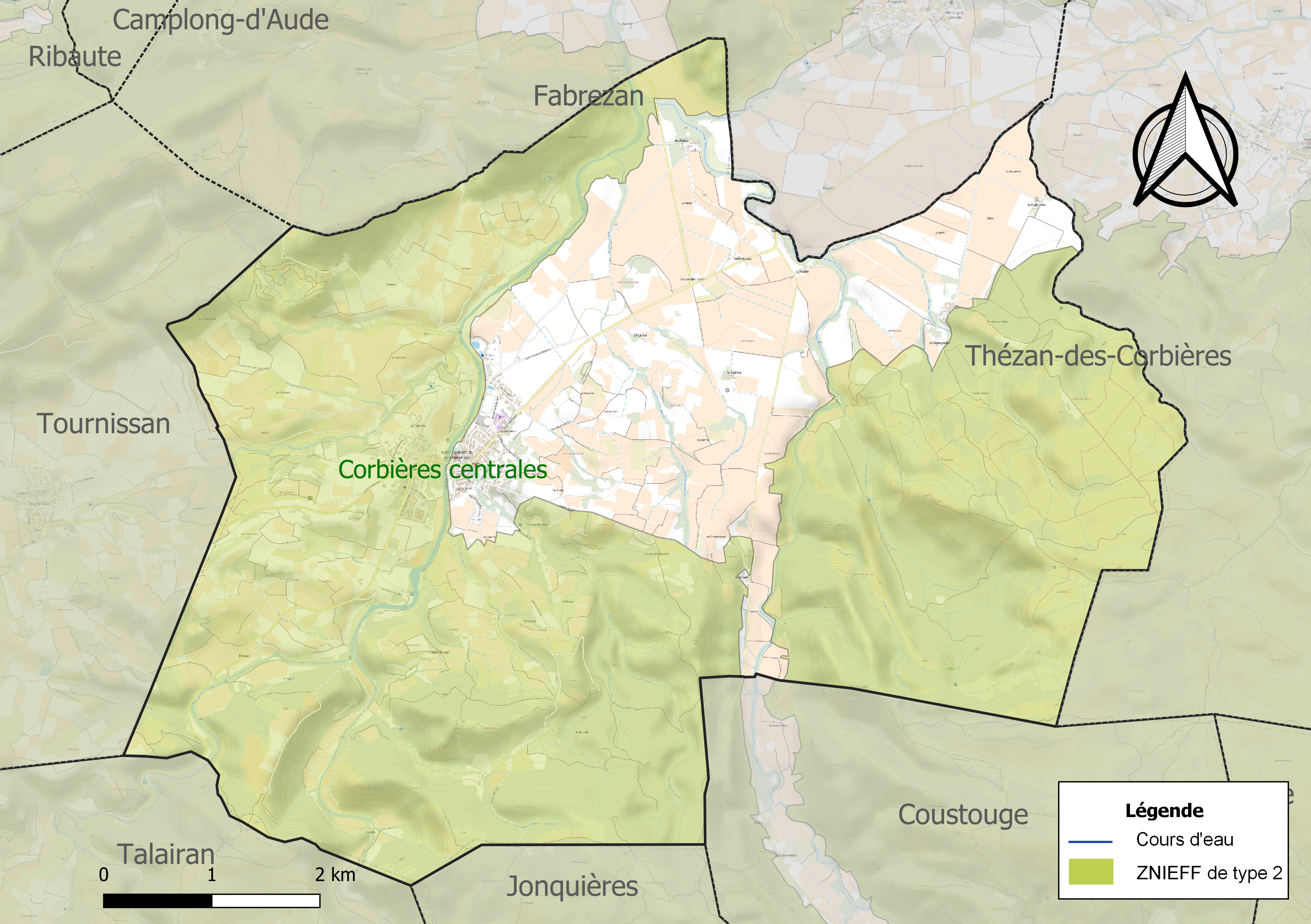
Carte de la ZNIEFF de type 2 sur la commune.

## Hydrographie

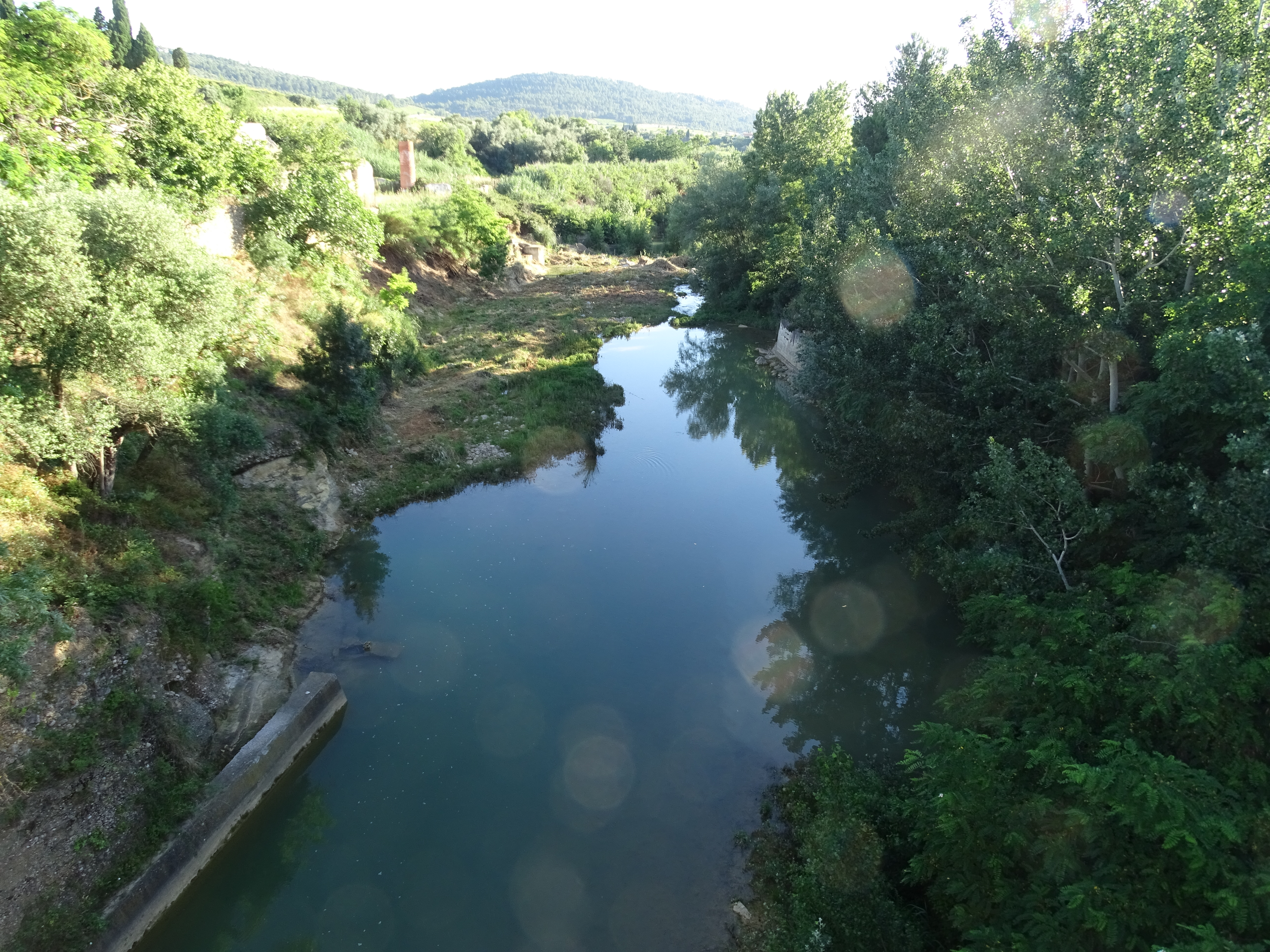
La Nielle à Saint-Laurent.

La commune est dans la région hydrographique « Côtiers méditerranéens », au sein du bassin hydrographique Rhône-Méditerranée-Corse. Elle est drainée par la Nielle, le ruisseau du Rabet, le ruisseau du Rémouly, le ruisseau de Tournissan, l'Aiguière, le Grand, le ruisseau de Badal, le ruisseau de Jacou, le ruisseau de la Font Rouge, le ruisseau de la Roque Danseuse, le ruisseau de l'Horte, le ruisseau de Marty, le ruisseau de Peyre Fitte, le ruisseau des Combes,, qui constituent un réseau hydrographique de 44 km de longueur totale,.
La Nielle, d'une longueur totale de 15 km, prend sa source dans la commune de Talairan et s'écoule vers le nord. Elle traverse la commune et se jette dans l'Orbieu à Fabrezan, après avoir traversé 4 communes.
Le ruisseau du Rabet, d'une longueur totale de 12,9 km, prend sa source dans la commune de Fontjoncouse et s'écoule vers l'ouest puis se réoriente au nord. Il traverse la commune et se jette dans la Nielle sur le territoire communal, après avoir traversé 4 communes.
Le ruisseau du Rémouly, d'une longueur totale de 16,8 km, prend sa source dans la commune de Palairac et s'écoule vers le nord. Il traverse la commune et se jette dans la Nielle sur le territoire communal, après avoir traversé 4 communes.

### Climat
Pour des articles plus généraux, voir Climat de l'Occitanie et Climat de l'Aude.
En 2010, le climat de la commune est de type climat méditerranéen franc, selon une étude s'appuyant sur une série de données couvrant la période 1971-2000. En 2020, Météo-France publie une typologie des climats de la France métropolitaine dans laquelle la commune est exposée à un climat méditerranéen et est dans la région climatique Provence, Languedoc-Roussillon, caractérisée par une pluviométrie faible en été, un très bon ensoleillement (2 600 h/an), un été chaud (21,5 °C), un air très sec en été, sec en toutes saisons, des vents forts (fréquence de 40 à 50 % de vents > 5 m/s) et peu de brouillards.
Pour la période 1971-2000, la température annuelle moyenne est de 14,6 °C, avec une amplitude thermique annuelle de 15,8 °C. Le cumul annuel moyen de précipitations est de 639 mm, avec 7,2 jours de précipitations en janvier et 3 jours en juillet. Pour la période 1991-2020, la température moyenne annuelle observée sur la station météorologique la plus proche, située sur la commune de Lagrasse à 6 km à vol d'oiseau, est de 14,1 °C et le cumul annuel moyen de précipitations est de 713,1 mm,. Pour l'avenir, les paramètres climatiques de la commune estimés pour 2050 selon différents scénarios d'émission de gaz à effet de serre sont consultables sur un site dédié publié par Météo-France en novembre 2022.

## Urbanisme

### Typologie
Au 1er janvier 2024, Saint-Laurent-de-la-Cabrerisse est catégorisée commune rurale à habitat dispersé, selon la nouvelle grille communale de densité à 7 niveaux définie par l'Insee en 2022.
Elle est située hors unité urbaine. Par ailleurs la commune fait partie de l'aire d'attraction de Narbonne, dont elle est une commune de la couronne,. Cette aire, qui regroupe 71 communes, est catégorisée dans les aires de 50 000 à moins de 200 000 habitants,.

### Occupation des sols
L'occupation des sols de la commune, telle qu'elle ressort de la base de données européenne d’occupation biophysique des sols Corine Land Cover (CLC), est marquée par l'importance des territoires agricoles (55 % en 2018), une proportion sensiblement équivalente à celle de 1990 (55,4 %). La répartition détaillée en 2018 est la suivante : 
cultures permanentes (49,2 %), milieux à végétation arbustive et/ou herbacée (26,1 %), forêts (17 %), zones agricoles hétérogènes (5,8 %), zones urbanisées (2 %). L'évolution de l’occupation des sols de la commune et de ses infrastructures peut être observée sur les différentes représentations cartographiques du territoire : la carte de Cassini (XVIIIe siècle), la carte d'état-major (1820-1866) et les cartes ou photos aériennes de l'IGN pour la période actuelle (1950 à aujourd'hui).

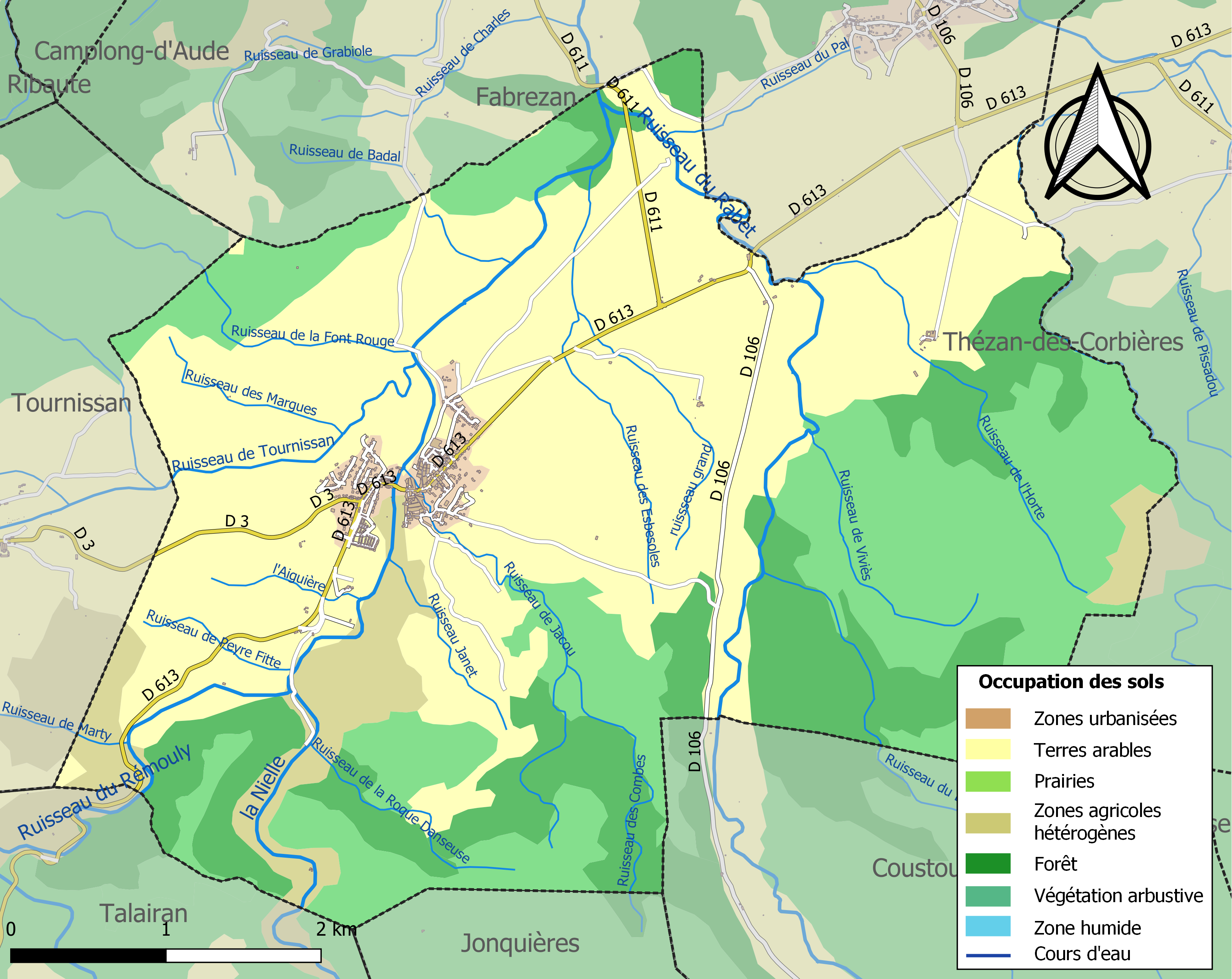
Carte des infrastructures et de l'occupation des sols de la commune en 2018 (CLC).

### Risques majeurs
Le territoire de la commune de Saint-Laurent-de-la-Cabrerisse est vulnérable à différents aléas naturels : météorologiques (tempête, orage, neige, grand froid, canicule ou sécheresse), inondations, feux de forêts et séisme (sismicité faible). Un site publié par le BRGM permet d'évaluer simplement et rapidement les risques d'un bien localisé soit par son adresse soit par le numéro de sa parcelle.
Certaines parties du territoire communal sont susceptibles d’être affectées par le risque d’inondation par débordement de cours d'eau, notamment le ruisseau de Glandes. La commune a été reconnue en état de catastrophe naturelle au titre des dommages causés par les inondations et coulées de boue survenues en 1982, 1986, 1987, 1992, 1996, 1999, 2005, 2009, 2014 et 2018,.

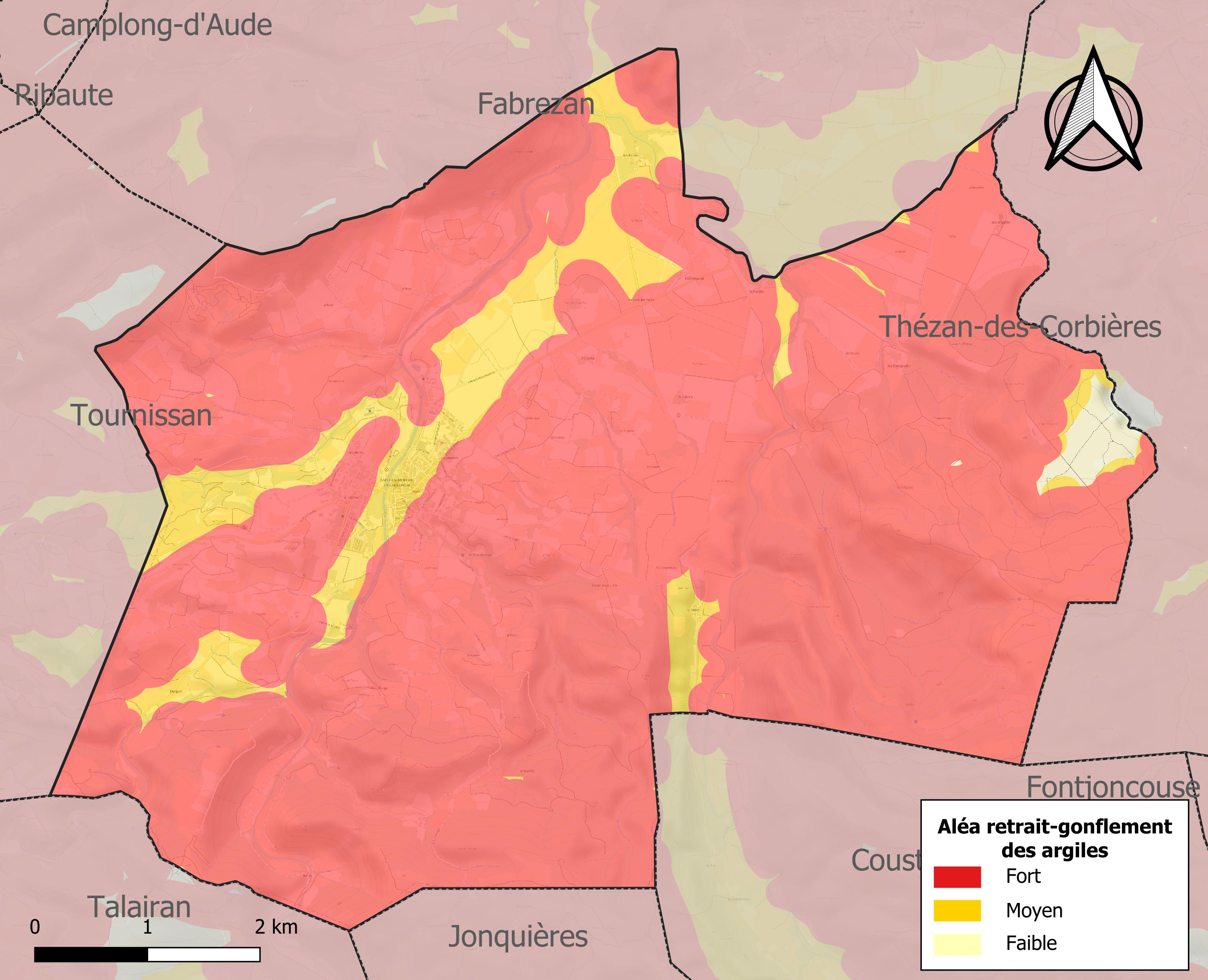
Carte des zones d'aléa retrait-gonflement des sols argileux de Saint-Laurent-de-la-Cabrerisse.

Le retrait-gonflement des sols argileux est susceptible d'engendrer des dommages importants aux bâtiments en cas d’alternance de périodes de sécheresse et de pluie. 99,1 % de la superficie communale est en aléa moyen ou fort (75,2 % au niveau départemental et 48,5 % au niveau national). Sur les 686 bâtiments dénombrés sur la commune en 2019, 686 sont en aléa moyen ou fort, soit 100 %, à comparer aux 94 % au niveau départemental et 54 % au niveau national. Une cartographie de l'exposition du territoire national au retrait gonflement des sols argileux est disponible sur le site du BRGM,.

## Histoire[29]
Le site est occupé depuis l'époque romaine.
En 844, Charles le Chauve confirmait par une charte l'engagement de son père Louis le Pieux d'accorder protection et immunité à un monastère dédié à saint Laurent.
En 1110, le village est mentionné pour la première fois en ces termes villa sancti Laurentii, ce qui annonce une petite agglomération villageoise sans que soit établie sa localisation : proche du monastère ou à l’emplacement actuel du Fort ?
En 1175, le village est appelé Sanctus Laurencius de Cabraica, nom qui évoluera pour donner successivement au XIVe siècle Saint Laurens puis au XVIIIe siècle Saint-Laurent de la Cabrerisse.
Au début du XIVe siècle, le village est installé entre la Nielle et le Rec den Jacou et s’entoure de murailles.
En 2012, lors de fouilles archéologiques sur le site médiéval de Saint-Laurent-de-la-Cabrerisse, une sépulture double datée des XIIIᵉ-XIVᵉ siècles a été mise au jour. Les analyses immunologiques et paléobiochimiques effectuées sur les ossements ont révélé que les deux individus étaient infectés par le bacille responsable de la peste.
En août 2025, un immense incendie ravage une partie des massifs de la commune. Une personne est décédée, plusieurs blessés dont sept pompiers.

## Politique et administration

### Liste des maires
| Période                                  | Période   | Identité           | Étiquette | Qualité |
| ---------------------------------------- | --------- | ------------------ | --------- | ------- |
| avant 1995                               | ?         | Jean Mestre        |           |         |
| mars 2001                                | mars 2008 | Daniel Esparza     |           |         |
| mars 2008                                | En cours  | Xavier de Volontat |           |         |
| Les données manquantes sont à compléter. |           |                    |           |         |

## Démographie
| 1793 | 1800 | 1806 | 1821 | 1831 | 1836 | 1841 | 1846 | 1851 |
| ---- | ---- | ---- | ---- | ---- | ---- | ---- | ---- | ---- |
| 451  | 374  | 503  | 505  | 560  | 588  | 600  | 630  | 648  |

| 1856 | 1861 | 1866 | 1872 | 1876 | 1881  | 1886  | 1891  | 1896  |
| ---- | ---- | ---- | ---- | ---- | ----- | ----- | ----- | ----- |
| 679  | 660  | 767  | 831  | 926  | 1 208 | 1 204 | 1 083 | 1 044 |

| 1901  | 1906  | 1911  | 1921  | 1926  | 1931  | 1936  | 1946  | 1954  |
| ----- | ----- | ----- | ----- | ----- | ----- | ----- | ----- | ----- |
| 1 134 | 1 084 | 1 021 | 1 076 | 1 035 | 1 143 | 1 091 | 1 004 | 1 006 |

| 1962 | 1968 | 1975 | 1982 | 1990 | 1999 | 2006 | 2011 | 2016 |
| ---- | ---- | ---- | ---- | ---- | ---- | ---- | ---- | ---- |
| 952  | 887  | 789  | 659  | 624  | 642  | 711  | 780  | 738  |

| 2021 | 2022 | - | - | - | - | - | - | - |
| ---- | ---- | - | - | - | - | - | - | - |
| 746  | 757  | - | - | - | - | - | - | - |

## Enseignement
L'école primaire publique Fabre-d'Eglantine accueille 88 enfants en 2016.

## Économie

### Revenus
En 2018  (données Insee publiées en septembre 2021), la commune compte 339 ménages fiscaux, regroupant 730 personnes. La médiane du revenu disponible par unité de consommation est de 18 360 € (19 240 € dans le département).

### Emploi
| Division       | 2008   | 2013   | 2018   |
| -------------- | ------ | ------ | ------ |
| Commune        | 9,2 %  | 11 %   | 12,6 % |
| Département    | 10,2 % | 12,8 % | 12,6 % |
| France entière | 8,3 %  | 10 %   | 10 %   |

En 2018, la population âgée de 15 à 64 ans s'élève à 410 personnes, parmi lesquelles on compte 72 % d'actifs (59,4 % ayant un emploi et 12,6 % de chômeurs) et 28 % d'inactifs,. En  2018, le taux de chômage communal (au sens du recensement) des 15-64 ans est supérieur à celui de la France et du département, alors qu'il était inférieur à celui du département en 2008.
La commune fait partie de la couronne de l'aire d'attraction de Narbonne, du fait qu'au moins 15 % des actifs travaillent dans le pôle,. Elle compte 240 emplois en 2018, contre 258 en 2013 et 262 en 2008. Le nombre d'actifs ayant un emploi résidant dans la commune est de 250, soit un indicateur de concentration d'emploi de 96 % et un taux d'activité parmi les 15 ans ou plus de 49,5 %.
Sur ces 250 actifs de 15 ans ou plus ayant un emploi, 121 travaillent dans la commune, soit 48 % des habitants. Pour se rendre au travail, 79,7 % des habitants utilisent un véhicule personnel ou de fonction à quatre roues, 0,4 % les transports en commun, 12,3 % s'y rendent en deux-roues, à vélo ou à pied et 7,6 % n'ont pas besoin de transport (travail au domicile).

### Activités hors agriculture

#### Secteurs d'activités
93 établissements sont implantés  à Saint-Laurent-de-la-Cabrerisse au 31 décembre 2019. Le tableau ci-dessous en détaille le nombre par secteur d'activité et compare les ratios avec ceux du département,.
| Secteur d'activité                                                                                        | Commune | Commune | Département |
| Secteur d'activité                                                                                        | Nombre  | %       | %           |
| --- | ------- | ------- | ----------- |
| Ensemble                                                                                                  | 93      | 100 %   | (100 %)     |
| Industrie manufacturière, industries extractives et autres                                                | 8       | 8,6 %   | (8,8 %)     |
| Construction                                                                                              | 15      | 16,1 %  | (14 %)      |
| Commerce de gros et de détail, transports, hébergement et restauration                                    | 31      | 33,3 %  | (32,3 %)    |
| Information et communication                                                                              | 2       | 2,2 %   | (1,6 %)     |
| Activités financières et d'assurance                                                                      | 2       | 2,2 %   | (2,7 %)     |
| Activités immobilières                                                                                    | 5       | 5,4 %   | (5,2 %)     |
| Activités spécialisées, scientifiques et techniques et activités de services administratifs et de soutien | 8       | 8,6 %   | (13,3 %)    |
| Administration publique, enseignement, santé humaine et action sociale                                    | 13      | 14 %    | (13,2 %)    |
| Autres activités de services                                                                              | 9       | 9,7 %   | (8,8 %)     |

Le secteur du commerce de gros et de détail, des transports, de l'hébergement et de la restauration est prépondérant sur la commune puisqu'il représente 33,3 % du nombre total d'établissements de la commune (31 sur les 93 entreprises implantées  à Saint-Laurent-de-la-Cabrerisse), contre 32,3 % au niveau départemental.

#### Entreprises
Les trois entreprises ayant leur siège social sur le territoire communal qui génèrent le plus de chiffre d'affaires en 2020 sont : 
- Jeff Carrel, commerce de gros (commerce interentreprises) de boissons (8 042 k€)
- SAS Caraguilhes, commerce de gros (commerce interentreprises) de boissons (1 833 k€)
- Laurent Lignere Travaux Agricoles, activités de soutien aux cultures (361 k€)

### Agriculture
La commune est dans la « Région viticole » de l'Aude, une petite région agricole occupant une grande partie centrale du département, également dénommée localement « Corbeilles Minervois et Carcasses-Limouxin ». En 2020, l'orientation technico-économique de l'agriculture  sur la commune est la viticulture.
|               | 1988  | 2000 | 2010 | 2020 |
| ------------- | ----- | ---- | ---- | ---- |
| Exploitations | 107   | 68   | 45   | 33   |
| SAU (ha)      | 1 247 | 1067 | 882  | 1313 |

Le nombre d'exploitations agricoles en activité et ayant leur siège dans la commune est passé de 107 lors du recensement agricole de 1988  à 68 en 2000 puis à 45 en 2010 et enfin à 33 en 2020, soit une baisse de 69 % en 32 ans. Le même mouvement est observé à l'échelle du département qui a perdu pendant cette période 60 % de ses exploitations,. La surface agricole utilisée sur la commune a quant à elle augmenté, passant de 1 247 ha en 1988 à 1 313 ha en 2020. Parallèlement la surface agricole utilisée moyenne par exploitation a augmenté, passant de 12 à 40 ha.

## Culture, terroir et produits
La commune a sur son territoire les appellations qualitatives suivantes :
- Vin de pays des Coteaux de Cabrerisse
- Le Cellier des Demoiselles

## Culture locale et patrimoine

### Lieux et monuments
- L'église Saint-Laurent de Saint-Laurent-de-la-Cabrerisse. Le porche a été classé au titre des monuments historiques en 1950[44].

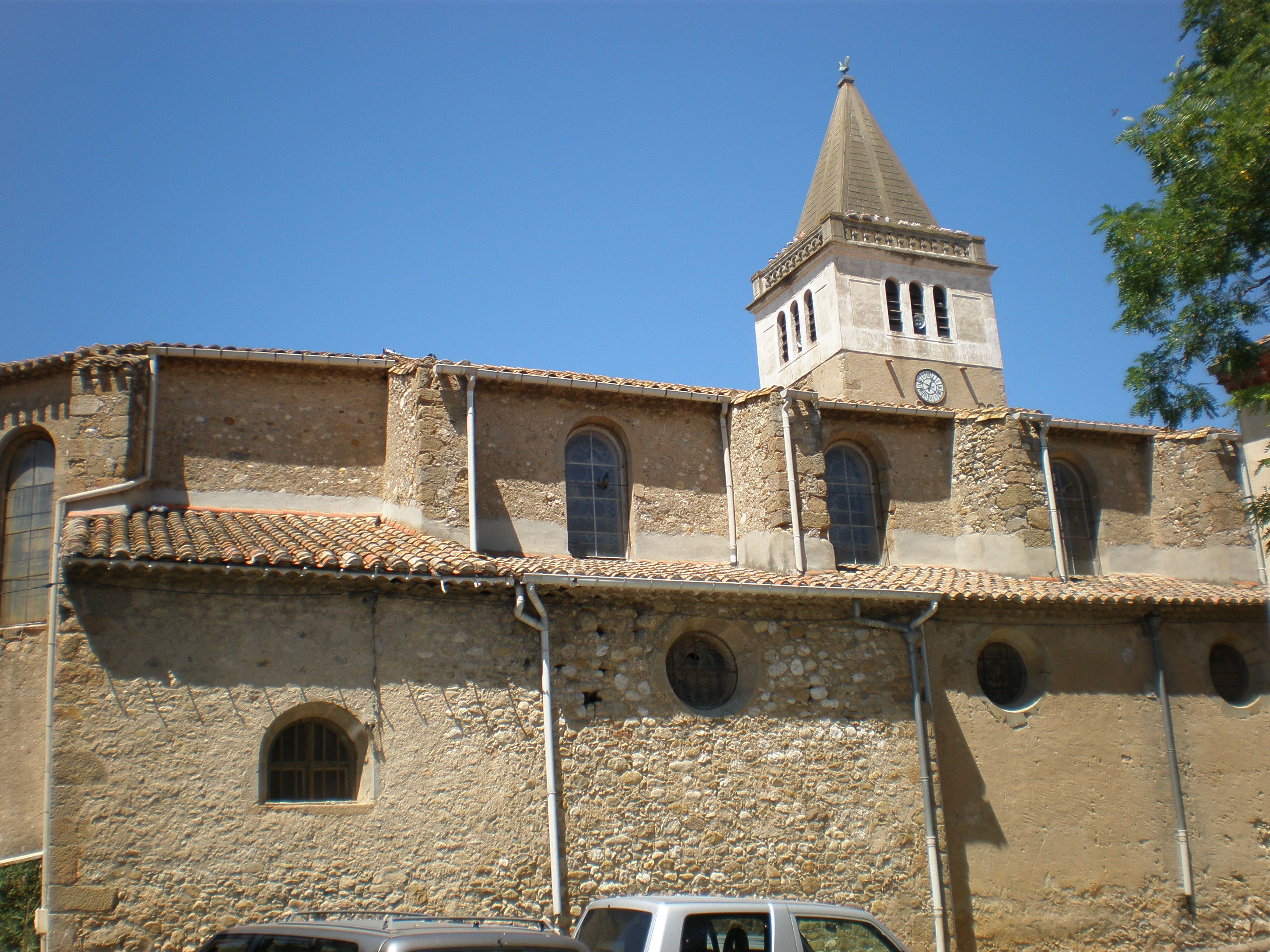
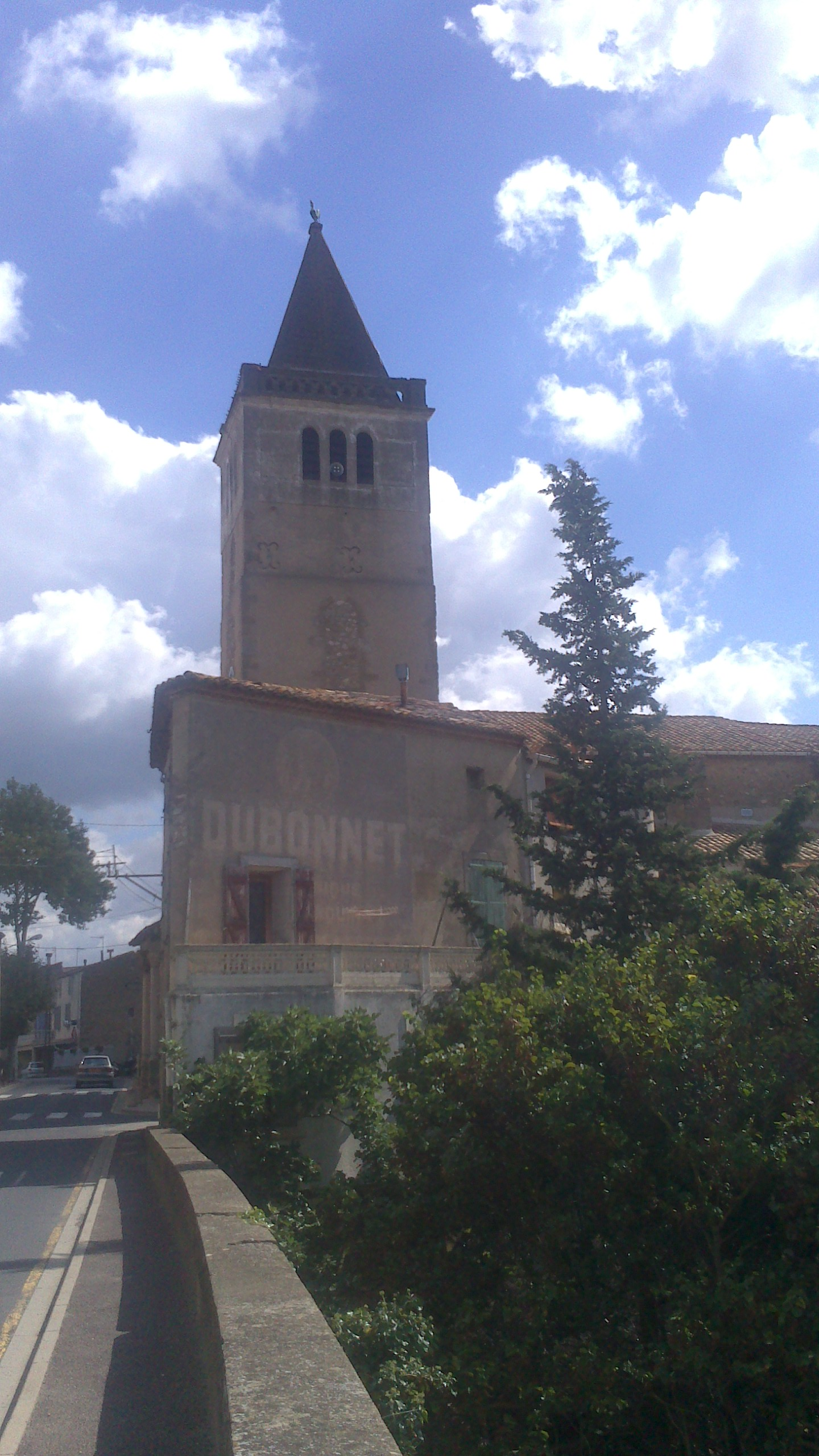
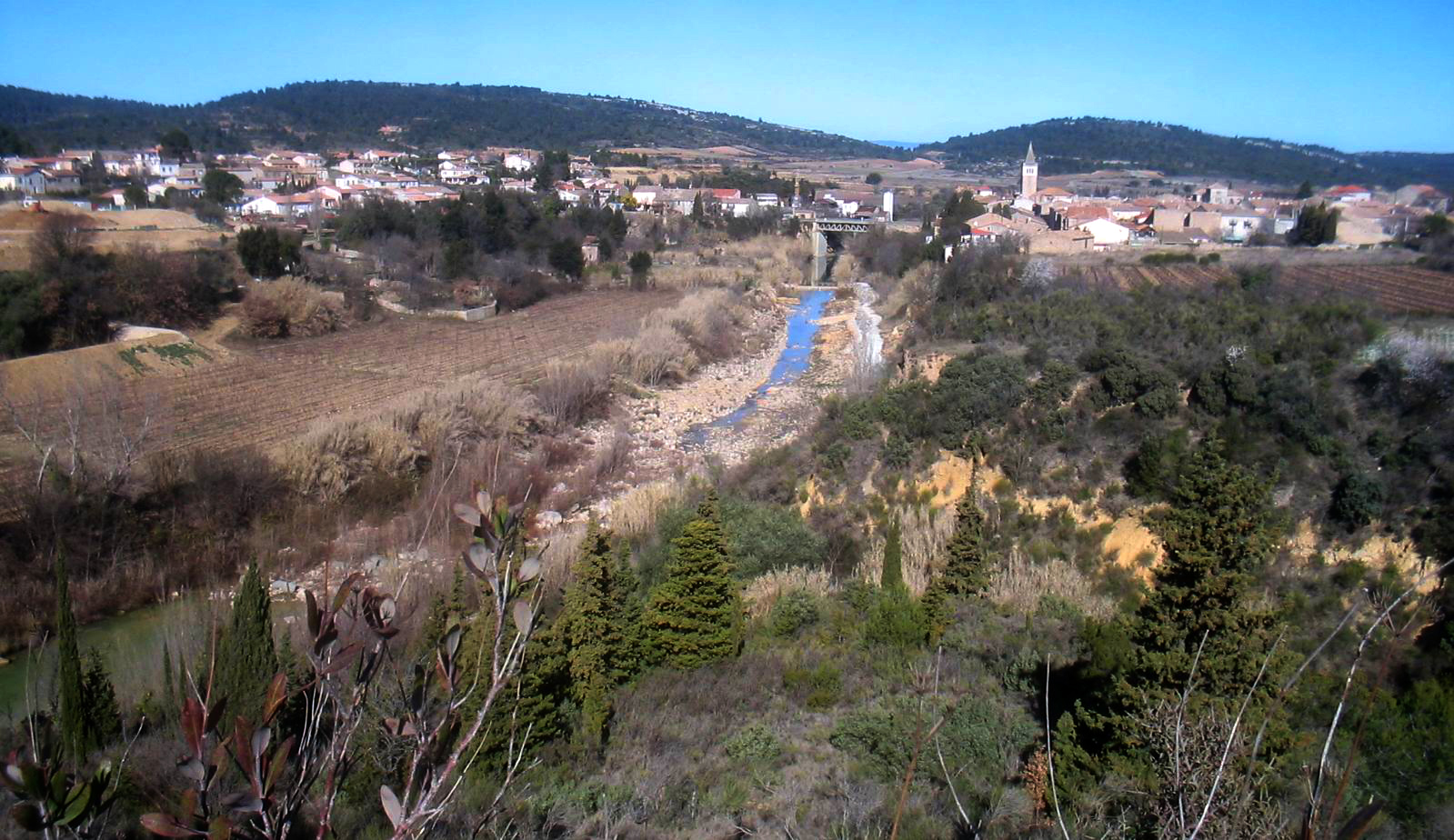
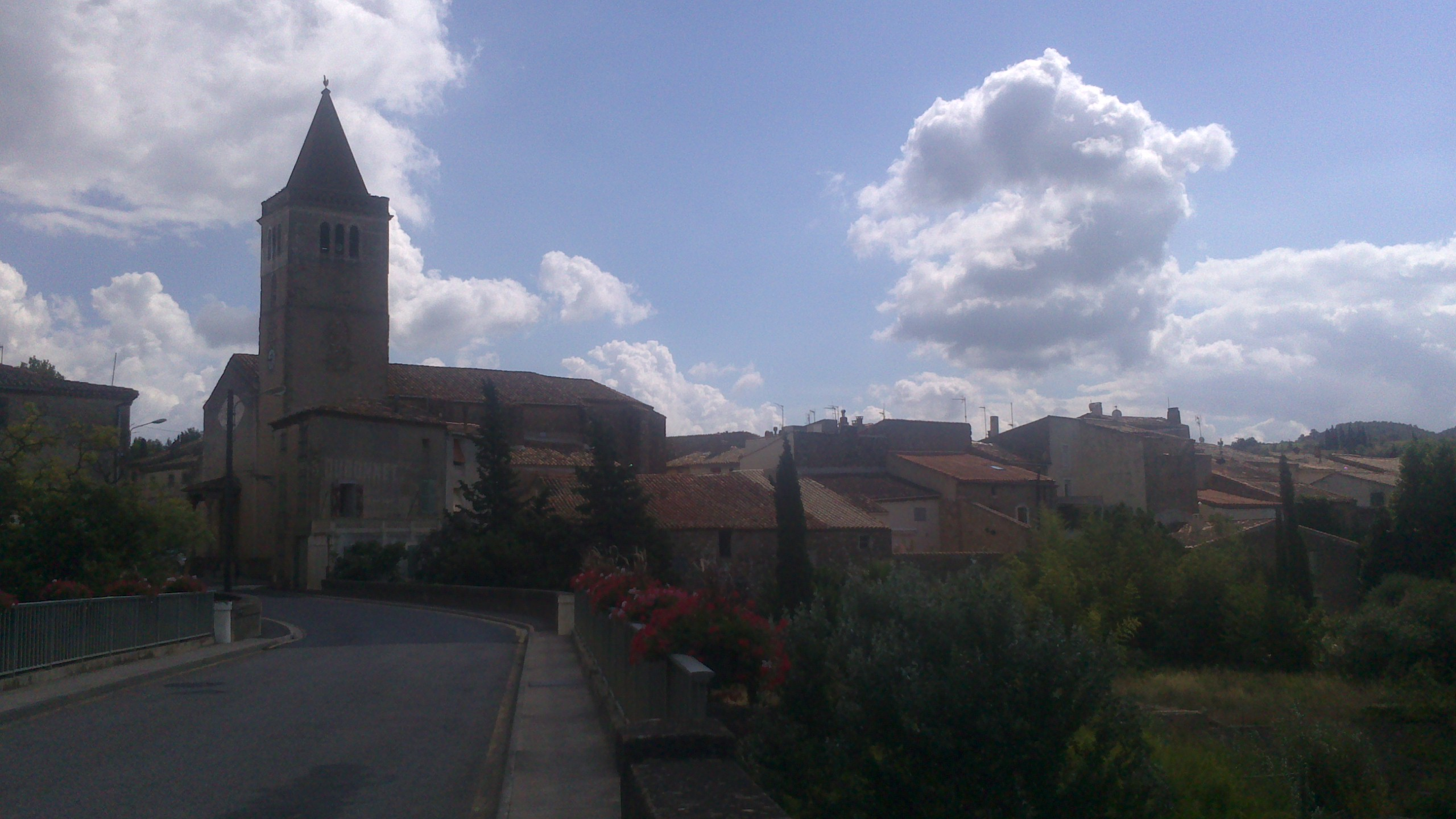

### Sports
La commune est étroitement associée au rugby à XIII. Bien que d'un niveau modeste, son club local bénéficie de l'attention d'un ancien joueur, entraineur et sélectionneur de rugby à XIII : Patrick Pedrazzani,.

### Personnalités liées à la commune
- Géraud de Cayon, curé au XIXe siècle.
- Irénée Bonnafous (1865-1947), résistant français.
- M. Cassou, instituteur, secrétaire de mairie et résistant français.
- Gérard Palaric alias "G", motard et artiste pyrotechnique.
- Pascale Palaric dite "Paschèque", femme d'affaires et responsable d'établissements automobiles.

### Héraldique
| Saint-Laurent-de-la-Cabrerisse | Son blasonnement est : D'or au pal fuselé de gueules et d'argent. |